# Fort de Tancrémont
El Fort de Tancrémont a l'altiplà de Tancrémont (Pepinster) a Bèlgica fa part de la posició fortificada de Lieja (PFL) engir de la ciutat de Lieja.

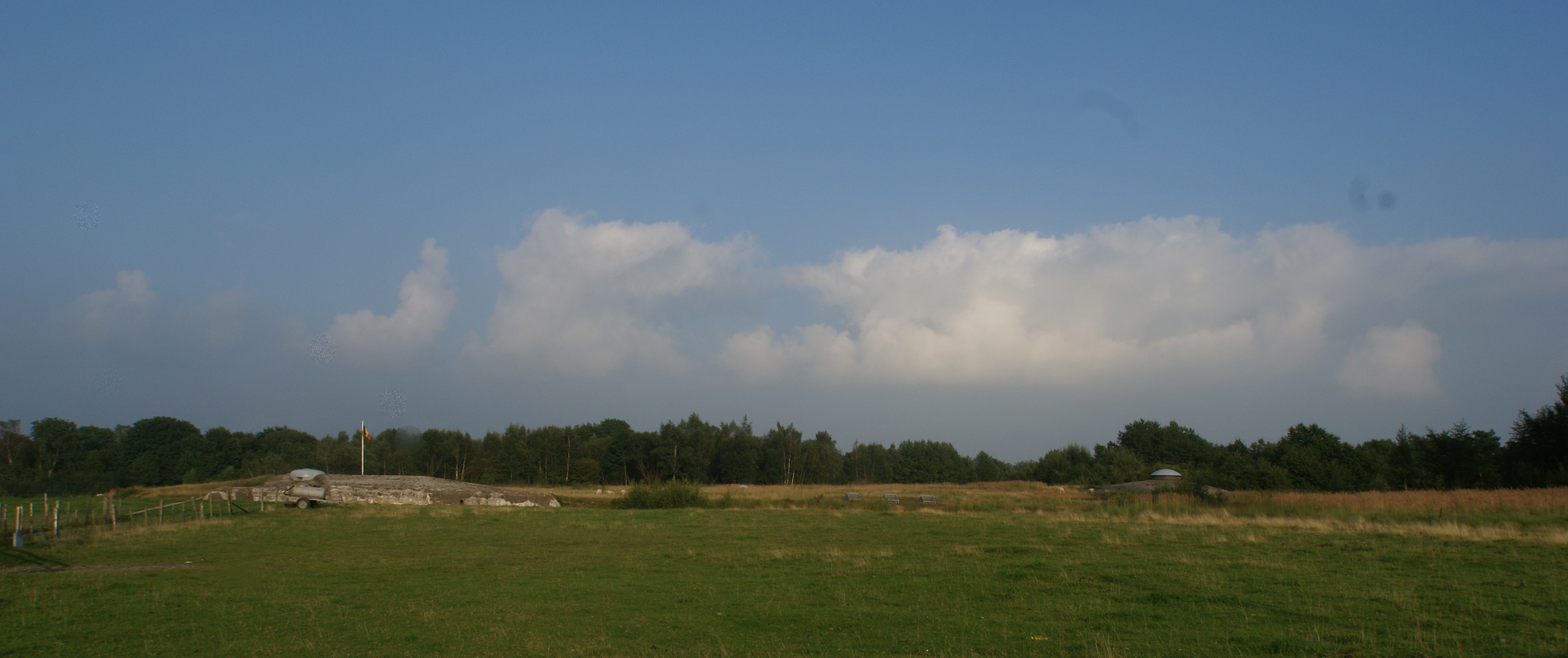
Panorama de les instal·lacions visibles del fort

## Història

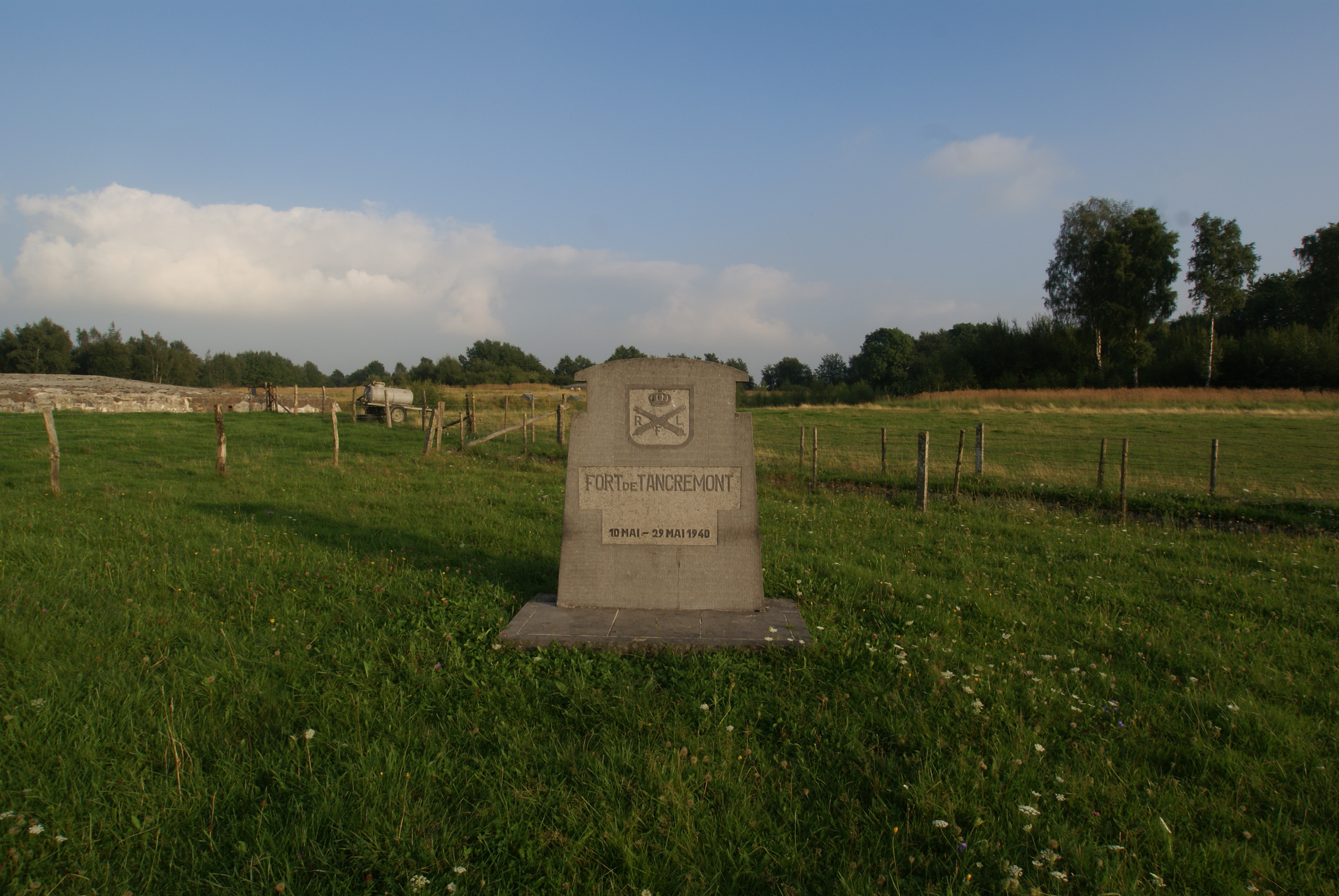
Pedra commemorativa de la resistència del 10 al 29 de maig de 1940

Després de la Primera Guerra Mundial, el govern belga va decidir d'afegir quatre forts nous al cinturó de defensa: el d'Eben-Emael, d'Aubin-Neufchâteau, de Battice i de Tancrémont per a adaptar-lo a l'evolució de la tecnologia militar.
El fort té una superfície de 3 hectàrees però no és gaire visible de fora: les infraestructures es troben sota terra, fins a una profunditat de 30 metres. S'hi troben el post de comandament, una central telefònica, la caserna, el grup electrogen… L'armament es componia de 4 canons sota dues cúpules, un bloc de subfusells i un bloc de morters. Tot i no ésser acabat, el fort de Tancrémont va inaugurar-se el 8 d'agost de 1937. Una xarxa de 2 km de conductes subterranis connecten totes les instal·lacions.
A l'inici de la Segona Guerra Mundial, hi havia una guarnició de 500 soldats sota el comandament del capità Devos. El 10 de maig de 1940, el fort estava en obres i com que encara quedaven moltes obertures per aparedar, no era possible crear la sobrepressió que havia de protegir els defensors contra els atacs amb gasos. A l'últim moment, la guarnició va obturar-los totes amb materials de fortuna: màquines, rails, sacs de ciment… El fort va rendir-se als ocupants alemanys el 29 de maig.
El fort es conserva en el seu estat original i és accessible als visitants.